# Kili (langue)
Le kili, ou kilen, kirin, kila, hezhe, qileen ou encore kur-urmi (en chinois: 奇勒恩; pinyin: Qílè'ēn) est une langue toungouse parlée en Russie et en Chine. Cette langue est classée comme sévèrement en danger par l'Atlas mondial des langues en danger de l'UNESCO.

## Classification
Le kili est traditionnellement considéré comme un dialecte du nanaï, mais certains chercheurs suggèrent qu'il s'agit d'une langue distincte descendante de l'évenki,. Glottolog le considère plus proche de l'oudihé et Ethnologue le liste en tant que dialecte du nanaï.

## Variétés
ELP distingue deux variétés de cette langue : le kili, parlé en Russie et le kilen parlé en Chine,.

## Écriture
Sunik (1958) utilise les écritures suivantes :
| Alphabet cyrillique | Romanisation |
| ------------------- | ------------ |
| и                   | i            |
| ӣ                   | i:           |
| і                   | ị            |
| е                   | e            |
| е̄                   | e:           |
| y                   | u            |
| ӯ                   | u:           |
| ẏ                   | ụ            |
| о                   | o            |
| о̄                   | o:           |
| э                   | ə            |
| э̄                   | ə:           |
| а                   | a            |
| а̄                   | a:           |
| б                   | b            |
| п                   | p            |
| д                   | d            |
| ть                  | t            |
| ть                  | tj           |
| дь                  | dj           |
| к                   | k            |
| г                   | g            |
| қ                   | q            |
| ф                   | f            |
| в                   | v            |
| с                   | s            |
| з                   | z            |
| ј                   | j            |
| х                   | h            |
| ӷ                   | ɣ            |
| ҳ                   | χ            |
| ч                   | č            |
| ӡ                   | dʒ           |
| м                   | m            |
| н                   | n            |
| нь                  | ń            |
| ң                   | ŋ            |
| л                   | l            |
| р                   | r            |